# Dujobory

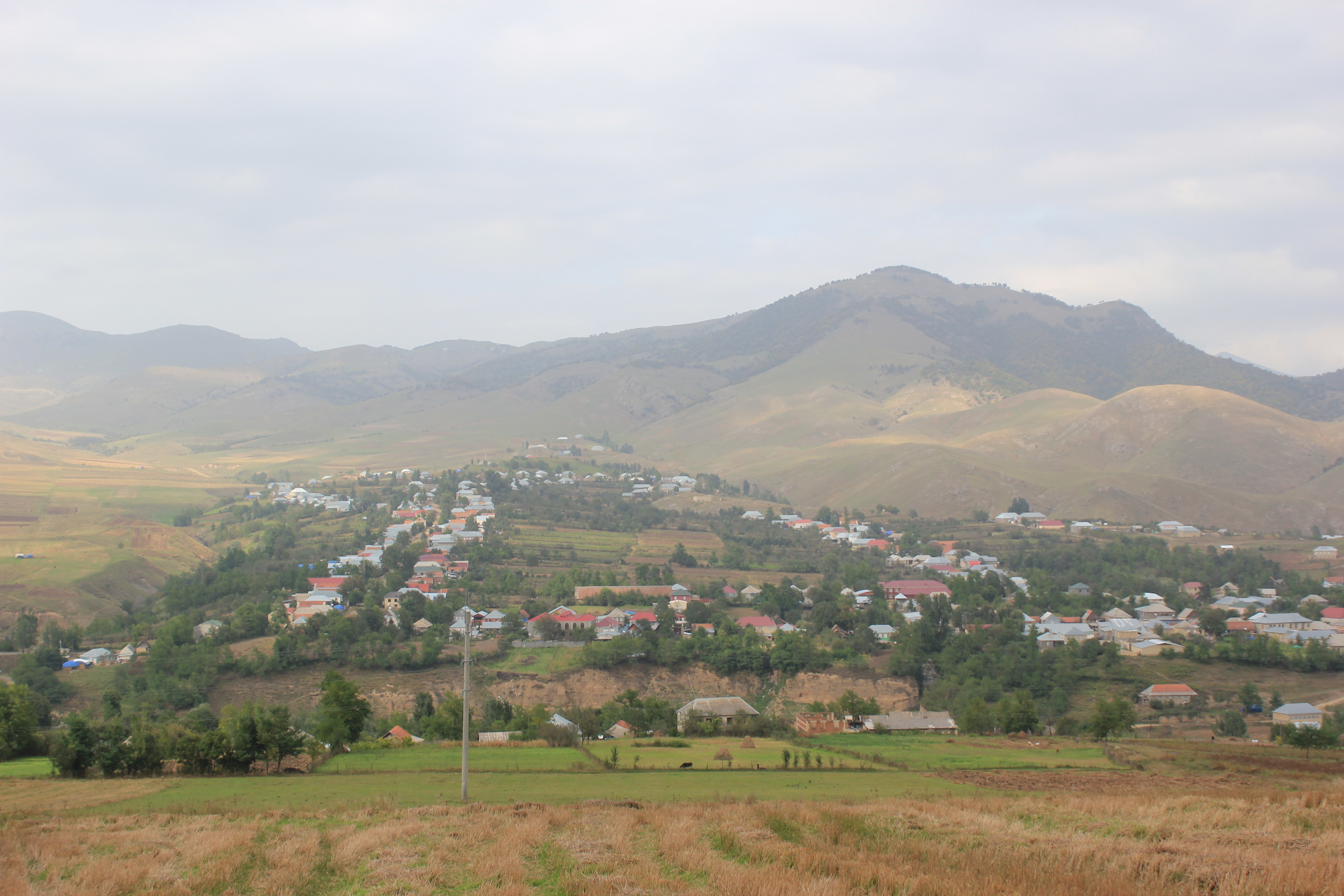
Aldea dujobory en Slavyanka, Gadabay, Azerbaiyán, 2018.

Los dujobori, dujobory o dujobores ('luchadores espirituales', ruso духоборы) fueron los miembros de un movimiento religioso y social pacifista, que se originó en Rusia entre los siglos XVIII y XIX y que se extendió desde 1898 hasta la actualidad a Canadá. 

## Origen
El movimiento de los viejos creyentes nació bajo el reinado del zar Alejo I, a consecuencia de los cambios litúrgicos impuestos por el patriarca Nikon en 1652. Creció durante el reinado de Pedro I el Grande, heredero del anterior zar. Decidieron mantener la antigua liturgia y cánones. Por el contrario los primeros doujoboris concluyeron que el clero y los rituales formales eran innecesarios, creyendo en la presencia de Dios en cada persona. Rechazaron a los sacerdotes, a los iconos y a todos los rituales eclesiásticos, pero creían en la divinidad de Jesús. Sus creencias y prácticas comunales provocaron la aversión del Gobierno y la iglesia ortodoxa rusa establecida. Si bien el movimiento empezó básicamente por motivos religiosos, pronto se transformó en uno social asentado en el descontento popular.  Su primer líder conocido, entre 1755 y 1775, fue Silván Kolésnikov en ruso: Силуан Колесников, de la aldea de Nikólskoye, en la gubernia de Yekaterinoslav, actual Ucrania.

## Creencias
Los dujobory fueron uno de los varios movimientos religiosos inconformistas que surgieron en el sur de Rusia. Se llamaban a sí mismos "Pueblo de Dios" o simplemente "los cristianos", para indicar que los miembros de las iglesias no lo eran. Su creencia básica consiste en el Espíritu divino que se encuentra como una chispa divina en cada persona o ser viviente, es por ello que se hicieron vegetarianos, se negaban a matar cualquier criatura viviente por principios éticos de la no violencia. Rechazan, en consecuencia, a los sacerdotes, los iconos y los rituales y aunque consideran a la Biblia como la fuente de su fe y a las enseñanzas de Jesucristo como la verdad fundamental y la guía de su vida como embajadores de paz de Dios, creen que la Biblia por sí sola no es suficiente para llegar a la revelación divina y que los conflictos doctrinales en realidad pueden  interferir con la fe. Consideraron como su objetivo interiorizar el Espíritu viviente de Dios, para que el Espíritu de Dios se revele dentro de cada individuo. "Dujobory" como se les llegó a conocer, significa "luchadores del Espíritu" o "luchadores espirituales".

## Persecución y migraciones
Desde sus orígenes fueron pacifistas y rechazaron la acumulación de bienes materiales, llevando una vida sencilla. Por ser antimilitaristas y anticlericales fueron perseguidos y desterrados varias veces. En 1799 un grupo de 90 fue deportado a Finlandia.  En 1801, todos los Dukhobors fueron reasentados a la fuerza en la provincia de Táurida, Crimea. Sin embargo, la enseñanza comenzó a extenderse activamente entre los campesinos ucranianos, y luego las autoridades desterraron nuevamente los dujobory. El zar Nicolás I de Rusia ordenó el destierro de los dujobory que no se retractaron al Cáucaso y la Trancaucasia. La mayoría fueron a las regiones montañosas de Javakheti, en Georgia, cerca de los límites con Armenia y con Turquía.
En 1895, a la llamada del líder Pyotr Verigin, los dukhobory quemaron sus armas. Esto causó una fuerte reacción de las autoridades zaristas. Varios de sus líderes fueron desterrados a Siberia, por Nicolás II. Sus convicciones pacifistas, su deseo de mantener la comunidad de bienes y de evitar la interferencia del gobierno en la vida, condujo a un éxodo de la mayoría del grupo del imperio ruso a Canadá a fines del siglo XIX.
Los dujobory llegaron a conquistar la simpatía de personas como Tolstói. La fama había disgustado a Tolstói que finalmente se instaló en Yásnaya Poliana donde dirigió una escuela para hijos de campesinos. Su novela Resurrección (1899) fue escrita para recaudar fondos para los dujobory en su huida a Canadá, ayuda financiera otorgada también por cuáqueros británicos.

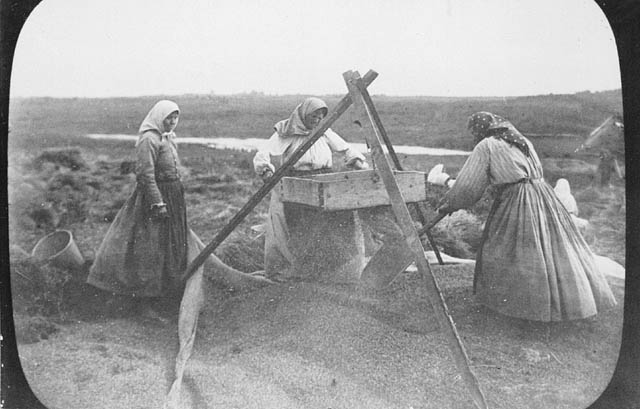
Mujeres dujobory en Saskatchewan, 1899.

En Canadá establecieron comunidades, principalmente agrarias. La médica rusa Vera Velitchkina (Bonch-Bruevich) que acompañó como médica a los migrantes hasta 1901, recopiló allí el Libro de la Vida que expone la doctrina dujobory. El transatlántico, The Lake HurSe enfrentaron abiertamente con la orden del ministro del Interior Frank Oliver en 1906 de registrar sus tierras como parcelas de propiedad individual. Terminaron finalmente divididos en tres sectores: 
- el mayoritario que fundó la Christian Community of Universal Brotherhood (Comunidad Cristiana de Hermandad Universal) que prefirió perder las tierras que acababan de recibir y emigró a la Columbia Británica para poder tener tierras comunales para su comunidad, y aun mantienen las granjas comunitarias basadas en la propiedad común de los bienes, denominándose actualmente Union of Spiritual Communities of Christ (Unión de Comunidades Espirituales de Cristo);
- los "independientes", que aceptaron parcelas individuales y se integraron a otras denominaciones cristianas y,
- el grupo "Sons of Freedom" (Hijos de la Libertad) de tendencias anarquistas, enemigos irreconciliables de todo Estado; rechazó la Biblia como autoridad y, algunas veces, como reacción ante las presiones externas, practicaron el nudismo colectivo, principalmente durante marchas de protesta,[6] lo que causó que 300 de ellos fueran condenados a 3 años de cárcel.[7] En varias oportunidades este grupo fue acusado de realizar incendios u otros actos violentos contra edificaciones públicas o contra los otros grupos dujobory o sus líderes.[2]

## Situación actual
A comienzos de 1990, a raíz de los conflictos étnicos entre georgianos y armenios, ante "la perspectiva de quedar en medio de una guerra de otras personas", parte de los dujobory de Georgia migraron a Rusia y la mayoría trabajan en la Cooperativa Agrícola Leo Tolstoy, que ellos mismos fundaron en el óblast de Tulskaya.
En junio de 1991, se creó la Asociación Religiosa de Luchadores Espirituales de Cristo (Dujoboris) de la URSS", que se llama desde la disolución de la URSS "Asociación Religiosa de los Dujoboris de Rusia". En Canadá, la organización formal más grande y activa es la Unión de Comunidades Espirituales de Cristo, que tiene su sede en Castlegar, Columbia Británica. En el censo de Canadá de 2011, 2.290 personas se identificaron como dujobory en cuanto a su afiliación religiosa. Otros viven en Estados Unidos, Azerbaiyán y Georgia. Mantienen su forma de vida comunal y son pacifistas activos.